# Дворец Линарес

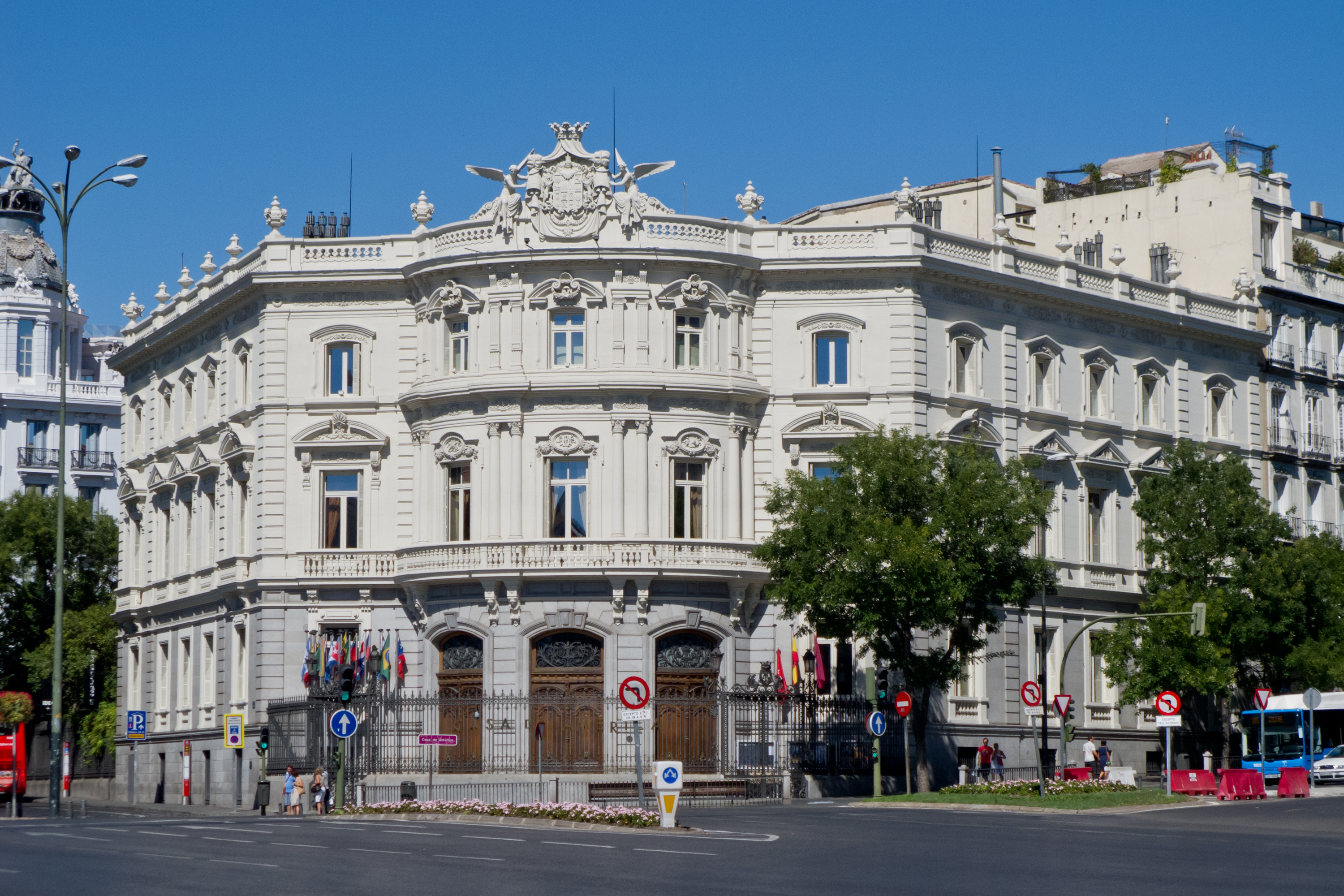
Дворец Линарес

Дворец Линарес (исп. Palacio de Linares) — мадридский дворец, построенный в конце XIX века в стиле необарокко. Пострадал во время гражданской войны в Испании, впоследствии восстановлен в первоначальном виде.

## История строительства
В 1872 году маркиз де Линарес приобрёл в Мадриде участок земли с целью построения дворца. Первоначальный проект создал архитектор Карлос Колуби и начал строительство в 1877 году. К строительству привлекли французского архитектора Адольфа Омбрехта (Adolf Ombrecht). Вместе они строили дворец и служебные помещения, над созданием которых работали ряд архитекторов, среди которых Мануэль Альварес Анибаль. Дворец был городским и одновременно имел черты богатой усадьбы с парком, конюшнями, парковыми павильонами. Маркиз де Линарес перебрался во дворец уже в 1884 году, хотя тот не был готов, а украшение интерьеров продолжалось до 1900 года.
Декоративные работы во дворце выполнил художник Мануэль Домингес, который привлек к работам молодого тогда Ульпиано Чеку.

## Описание дворца
Небольшой по размерам дворец Линарес имеет четыре этажа вместе с помещениями цоколя. Цокольные помещения содержали кухни, кладовые, помещения для прислуги. В перечне парадных залов дворца — гостиная, библиотека, комната для курения, бильярдная, музыкальный салон в стиле Людовика XVI, спальня, ванная комната, будуар маркизы в стиле Людовика XVI, спальня маркизы, восточная комната. Четвёртый этаж включал помпеянскую галерею, комнаты для гостей, зимний сад, столовую, ванную комнату и спальни и кабинеты для визитёров.
Парадные интерьеры — типичный набор исторических стилей (необарокко, даже неорококо). Потолки украшены живописью, полы — паркетами, интерьеры украшены гобеленами Королевской мануфактуры гобеленов, восточную комнату украсили шёлком из Китая, а дворцовые залы — вышивками и картинами. Среди художников преобладали художники Испании — Херонимо Суньоль, Мануэль Домингес, Алехандро Феррант, Франсиско Прадилья и другие.

## Дальнейшая история
После смерти маркиза дворец унаследовала графиня Вильяпадьерна. В годы Гражданской войн дворец был разрушен и годы стоял в руинах. Планировалось отдать его под снос, но в 1976 году руины дворца признали историческим памятником эпохи эклектики, что спасло его от полного разрушения. Здание отреставрировали по проекту Карлоса Фернандеса Пуэнте.
Дворец используется как культурный центр «Дом Америки» и служит для поддержания культурных связей Испании с странами Латинской Америки.